# Roa excelsa

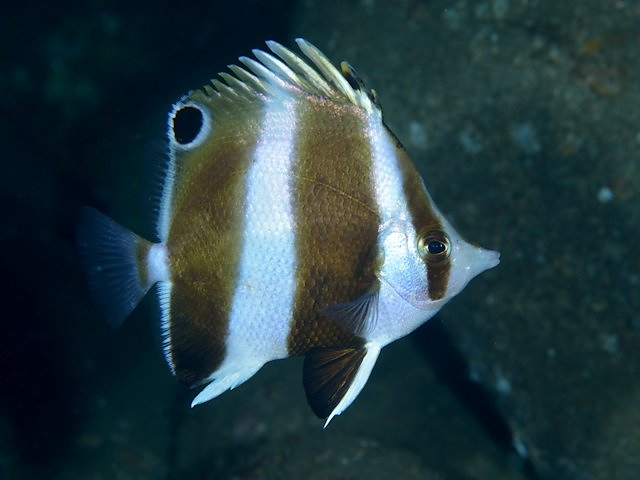
Roa excelsa

El Roa excelsa és un peix papallona marí, de la família dels Quetodòntids.
És una espècie comuna en la seva àrea de distribució, l'oceà Pacífic central, i amb poblacions estables.

## Morfologia
De cos alt, comprimit lateralment, i té la boca en forma de tub. La seva coloració és blanca nacrada en tot el cos, i presenta tres franges marrons o daurades, verticals, de diversa grossor: De més estreta al cap i cobrint l'ull, a més gruixuda cap a la cua. La segona recorre des de les primeres i prominents espines dorsals fins al ventre, incloent aquesta tonalitat marró a les aletes pelvianes, excepte al seu marge anterior, que és blanc. La tercera franja té un ocel negre, contornejat per una anella blanca en la part superior de l'aleta dorsal. La combinació de la ratlla cobrint l'ull, al costat de l'ocel en la part oposada al capdavant és una estratègia defensiva generalitzada en els Quetodòntids. Les aletes pectorals i la cabal són transparents.
Té 11 espines dorsals, entre 21 i 22 radis tous dorsals, 3 espines anals i 17 radis tous anals.
Mesura uns 15 cm de llarg.

## Hàbitat i comportament
És bentopelàgic i habita esculls de corall i zones rocoses profundes, entre 20 i 291 metres de profunditat, tot i que normalment habiten a partir dels 90 metres.
Poden viure en solitari o amb parella, sent freqüents les agregacions per alimentar-se.

## Distribució geogràfica
Es distribueix a l'oceà Pacífic central, sent natiu de Guam; Hawái i l'atol Johnston (EE.UU.).

## Alimentació
Es nodreix principalment de petits invertebrats marins.

## Reproducció
Són unisexuals, de sexes separats, i no canvien de sexe. No presenten dimorfisme sexual. Són ovípars i dispersadors d'ous. Formen parelles durant el cicle reproductiu.
El seu nivell de resiliència és alt, doblant la població en menys de 15 mesos.